# Армфельт, Александр Густавович
Граф Александр Густавович Армфельт (17 апреля 1794, Рига — 27 декабря 1875, Санкт-Петербург) — русский государственный деятель, министр — статс-секретарь Великого княжества Финляндского с 1842 года до конца жизни. Брат Густава Армфельта, дед Александры Армфельт.

## Биография
Сын шведского государственного деятеля Густава Морица Армфельта и графини Гедвиги Делагарди. Ранние детские годы он провёл со своими родителями в Калуге. Получив основательное домашнее воспитание, он 14-ти лет от роду поступил в число студентов Упсальской академии, где слушал лекции в продолжение 1808 и 1809 годов, затем пробыл год в Эдинбургском университете.
В 1811 году, ввиду присоединения Финляндии к Российской империи, его отец перешёл со шведской службы на российскую. Александр также приехал в Финляндию. Окончив курс наук в университете в городе Або и успешно выдержав экзамен на юридическом факультете, Армфельт, 16 июня 1814 года был определён на службу в Абоский надворный суд; здесь он оставался недолго, поступил на военную службу, из которой вышел в отставку в 1827 года с чином капитана гвардии.
В 1831 году был назначен директором Финляндского банка, а год спустя — чиновником особых поручений при тогдашнем статс-секретаре Финляндии, графе Ребиндере. В этой должности оставался не долго, так как вскоре был назначен товарищем статс-секретаря, а 17 марта 1841 года, по смерти графа Ребиндера, статс-секретарем Великого княжества Финляндского. Эту должность занимал даже дольше своего предшественника — на протяжении 33 лет, до конца жизни.
Хотя по статусу Армфельт был приравнен к прочим министрам, по собственному признанию, в правление Николая I его реальное влияние было невелико. В царствование Александра II он успешно лоббировал при петербургском дворе интересы финляндских землевладельцев. В 1857 г. убедил императора восстановить Комитет при статс-секретариате финляндском, что позволило ослабить влияние генерал-губернатора Берга на управление Финляндией.
В период несовершеннолетия Николая Александровича граф Армфельт исполнял обязанности канцлера Александровского университета. В 1856 году произведен в действительные тайные советники и назначен членом Государственного Совета.

Согласно ЭСБЕ:

Богато одаренный природою, Армфельт всю свою энергическую деятельность посвятил Финляндии, которая ему обязана своим экономическим и политическим развитием: сеймовый устав, монетная система, правительственные железные дороги, судоустройство, поднятие материального и умственного уровня общественной жизни — за все это Армфельт заслуживает глубокую признательность финнов.— 

## Семья
Первая жена (с 1820 года) —  баронесса Сигрид Фредерика Оксеншерна (06.06.1800—06.04.1841), умерла в Петербурге. В браке имела пять дочерей и сына Владимира (1827—1888; его дочь Александра).
Вторая жена (с 30 апреля 1843 года) — Александра Николаевна Демидова (27.11.1818—17.06.1898), дочь полковника Николая Петровича Демидова, ведущего свой род от Е. Н. Демидова; воспитывалась в Смольном институте, который окончила в 1836 году. Состояла гоф-фрейлиной двора. Умерла в Петербурге от атеросклероза сосудов головного мозга, похоронена на кладбище Троице-Сергиевой пустыни. В браке имела сыновей — Александра (1844—1844) и Николая (1845—1847) и дочь — Марию (1850—1852).

## Награды
Российской Империи:
- Знак отличия за XV лет беспорочной службы (1832)
- Орден Святой Анны 2-й степени (1834)[источник не указан 688 дней]
- Орден Святого Станислава 1-й степени (1840)
- Знак отличия за XXV лет беспорочной службы (1844)
- Орден Святой Анны 1-й степени (1845)
- Орден Белого орла (1847)
- Орден Святого Владимира 2-й степени (1849)
- Орден Святого Александра Невского (1854; бриллиантовые знаки к ордену - 1859)
- Орден Святого Владимира 1-й степени (1863)
- Орден Святого Апостола Андрея Первозванного (1870; бриллиантовые знаки к ордену - 1874)

Иностранных государств:
- Орден Святого Иоанна Иерусалимского (1808)
- Орден Полярной звезды, рыцарский крест (1834)